# 炭化ベリリウム
炭化ベリリウム（たんかベリリウム、Beryllium carbide、Be2C）は、金属炭化物の一種である。ダイヤモンドに似た構造を持ち、非常に固い。

## 合成
炭化ベリリウムは、ベリリウムと炭素を900°C以上の高温で加熱することで合成できる。また、1,500°C以上の温度で、炭素存在下で酸化ベリリウムを還元することによっても得られる。
{\displaystyle {\ce {2BeO\ + 3C -> Be2C\ + 2CO}}}
炭化ベリリウムは、水中で非常にゆっくりと分解する。
{\displaystyle {\ce {Be2C\ + 2H2O ->2 BeO\ + CH4}}}
鉱酸中では、メタンを生成し、分解速度が速まる。
{\displaystyle {\ce {Be2C\ + 4H^-\ -> 2Be^+\ + CH4}}}
熱濃アルカリ中でも、メタンを生成して分解速度が速まる。
{\displaystyle {\ce {Be2C\ + 4OH^- -> 2BeO2^{2-}\ + CH4}}}

## 用途
原子炉の材料候補にあげられることがある。